# Kāne
Kāne – w mitologii hawajskiej bóg świeżej wody, jeden z najważniejszych bogów obok Kanaloi, Kū i Lono. Wraz z Kanaloą jest przedstawiany w mitologii hawajskiej jako siły uzupełniające się .

## Opis
Kāne był opisywany jako ciemnoskóry mężczyzna z kręconymi włosami i dużymi ustami, który mieszkał w krainie Kane-hana-moku; była to chmura, gdzie wcześniej żył pierwszy mężczyzna z kobietą, którzy zostali z niej wygnani.
Był uważany za łagodnego boga, ponieważ jego kult nie wymagał składania ofiar.